# Фаунс, Рич
Ричард Александр Фаунс (англ. Rich Fownes; р. 26 октября 1983, Лондон) — британский музыкант.
Родился в Лондоне, в возрасте 19 лет переехал в Брайтон. В 12 лет начал играть на гитаре, после того, как впервые услышал записи Nirvana. В начале своей музыкальной карьеры играл на гитаре в группе With Scissors. В 2005 году присоединился к группе The Eighties Matchbox B-Line Disaster, заменив гитариста Энди Хаксли. Также играл в группе UNKLE, которые выступили на разогреве Nine Inch Nails в Тель-Авиве  во время тура Performance 2007. 4 апреля 2008 года было объявлено, что Рич присоединился к Nine Inch Nails в качестве басиста, гитариста и клавишника, однако впоследствии его сменил басист Бека Джастин Мелдал-Джонсен.

## Дискография

### With Scissors
- Chickenhawk/I Breathe The Spears EP (2007; Milliepeed)
- Take A Worm For A Walk Week/Orion Arm EP (2008; Nocixel/Small Town)

### The Eighties Matchbox B-Line Disaster
- In The Garden EP (2007; No Death/Degenerate)

### UNKLE
- War Stories (2007; Surrender all)